# Plantain noirâtre
Plantago atrata
Espèce
Classification phylogénétique
Le plantain noirâtre (Plantago atrata) est une plante herbacée vivace de la famille des Plantaginaceae.